# 恐怖劇場アンバランス
『恐怖劇場アンバランス』（きょうふげきじょうアンバランス）は、フジテレビ系列で1973年1月8日から4月2日まで毎週月曜日23:15 - 翌00:10（JST）に放送された円谷プロダクション制作のテレビドラマ。全13話。
なお、タイトルの「劇」の字はロゴ上では略字になっているが、それ以外では正式な字が使用されるのが通例となっている。この略字はコンピュータ上で表示できないため、本項も通例に沿って表記するものとする。

## 概要
円谷プロが『怪奇大作戦』に続いて製作した、本格オムニバスホラーの大人向け1時間ドラマである。『ウルトラQ』の企画時のタイトルだった「アンバランス」を冠しており、円谷プロにとって原点回帰の意味も込められていた。『怪奇大作戦』では科学技術に内包する暗黒とそれを利用する犯罪者の恐怖が描かれたが、本作品では日常や常識のバランスが崩れた不可解で理不尽な恐怖が題材とされた。制作順と放送順が異なっており、制作No.7まではシャープなオリジナル脚本によるホラー路線だったが、制作No.8以降はミステリー小説の原作を映像化したサスペンスに体制を変更した。円谷プロが得意とする特撮描写も初期製作作品に集中している。
円谷プロとしては珍しく日活の監督陣を多く起用している点、作り手として名高い面々（大和屋竺、蜷川幸雄、唐十郎、野坂昭如）が俳優として出演している（しかも野坂以外は主役かタイトルロール）点などが特徴である。現在から見れば豪華な演出陣であるが、このうち当時からスター監督だったのは『若者たち』の森川時久ぐらいである。鈴木清順、藤田敏八、神代辰巳、黒木和雄が、キネマ旬報ベストテンに続々と作品を入賞させて批評家筋でも巨匠扱いされるのは後の話であり、長谷部安春と鈴木英夫のマニア人気にもまだ火はついていない。清順は一部の強い支持を受けていたが、神代とともに日活から干されて映画撮影が出来なかった時期の参加であった。参加した監督や脚本家の多くはプロデューサーの熊谷健や新藤善之らの行きつけであった新宿ゴールデン街のバーの常連客であった。
各回は共通キャストのない完全に独立したエピソードであるが、共用セットとしてマンションの一室が組まれ、作品毎に装飾を変えて使用された。第6話では、第4話に登場した劇団からしだねのポスターが貼られている。
ゴールデンタイムでの放送を想定して1969年8月から制作を開始し、翌年4月までに制作は終了していた。しかし、過激な恐怖描写のために「スポンサーが付きにくい」などの理由でお蔵入りになってしまう。フジテレビの五社英雄は、『アンバランス』と『ジキルとハイド』『無宿侍』の三本を五社英雄アワーとして3クールで売り込もうとしていたが、いずれもお蔵入りになっている。
結局、放送されたのは制作開始から3年以上経過した1973年1月で、しかも当初の予定とは異なり深夜枠での放送となった。放送にあたっては制作順に囚われず、監督や原作の知名度を基準に放送順を決めたという。それと同時に、青島幸男による解説が新たに撮り起こされ、各話の冒頭と最後に挿入された。そのため青島の名がエンドクレジットに無い。
第1話「木乃伊の恋」は、「時の娘」の併映として劇場公開もされている。

## 企画の経緯
『ウルトラセブン』、『戦え! マイティジャック』と『怪奇大作戦』が終了するため、熊谷健は円谷一を通じてTBSに『黒い民話の女』をセールスしており、これらに続くテレビ企画として、円谷英二が入院し金城哲夫と上原正三が退社するという苦境の中、満田かずほと熊谷健、田口成光が中心となって立ち上げられた。企画は元フジテレビ社員の円谷皐も同行してフジテレビに売り込まれたが、『マイティジャック』の失敗もあり約束を取り付けるのもままならなかったという。
最初に企画された時のタイトルは『ホラーX』。放送枠は30分、「メフィスト」と呼ばれる案内人が「ホラー坊や」と呼ばれるしゃべる人形（視聴者を代表する立場）に怖い話を聞かせるという形で物語が展開される、子供層を意識したオムニバスドラマであった。
次の企画タイトルは『クレイジーゾーン』。かつての『UNBALANCE』に近いイメージであったが、20時台以降の60分枠に企画が改められ、ホラー性が強化されたアンソロジードラマ、『夜の楽しみ方教えます』『恐怖劇場アンバランス・ゾーン』となった。スナック「アンバランス」の常連たちが怖い話を語ったり怪事件に巻き込まれたりするという、数人のレギュラーを想定したものだった。
これらの企画を経て完成作品に至る。

## スタッフ
- 監修 - 円谷英二
- 原作 - 原作参照。
- 脚本 -各話リスト参照。
- 音楽 - 冨田勲[注釈 8]
- 撮影 - 森喜弘（第1話 - 第7話・第9話 - 最終話）、佐川和夫（第8話）
- 照明 - 須崎利行（第1話 - 第7話・第9話・第10話・最終話）、岸田九一郎（第8話）、近藤勝（第11話・第12話）
- 美術 - 鈴木儀雄、岩崎敦躬（第8話）
- 助監督 - 志村広[注釈 9]（第1話・第2話・第5話・第7話・第9話・第10話・第12話）、東條昭平（第3話・第4話・第6話・第11話・最終話）、平沼元昭（第8話）
- 編集 - 小川信夫（第1話・第3話・第4話）、柳川義博（第2話・第5話・第8話・第9話・第11話 - 最終話）、矢倉沢始（第6話）、田村嘉男（第7話）、砂原泰子（第10話）
- 記録 - 林保代（第1話・第2話・第5話・第7話・第9話・第12話）、中村ひろみ（第3話・第4話・第6話・第10話・第11話・最終話）、山村晶子（第8話）
- 効果 - 小森護雄
- 音響 - 明田川進
- 制作主任 - 高山篤（第1話 - 第7話・第9話 - 最終話）、高橋憲三（第8話）
- 録音 - キヌタ・ラボラトリー、林頴四郎（第1話・第3話）、太田六敏（第4話）
- 現像 - 東京現像所
- 協力 - 青山・サド侯爵[注釈 10]（第7話）
- 特撮 - 佐川和夫（第12話・最終話）
- 光学撮影 - 中野稔（第1話・第5話・第12話・最終話）、宮西武史（第1話）、徳政義行（第5話・第12話）、川北紘一（最終話）
- 監督補 - 満田かずほ（第6話）
- 監督 - 各話リスト参照。
- プロデューサー - 熊谷健、新藤善之（フジテレビ）
- 制作 - 円谷プロダクション、フジテレビ

### 解説映像スタッフ
- 台本 - 熊谷健
- 演出 - 満田かずほ
- 解説 - 青島幸男
- 予告ナレーション - 村越伊知郎

## 各話リスト
放送日はフジテレビ。
| 話数   | 制作 No. | 放送日 （1973年） | サブタイトル               | 脚本         | 監督       |
| ------ | -------- | ----------------- | -------------------------- | ------------ | ---------- |
| 第1話  | 10       | 1月08日           | 木乃伊（みいら）の恋       | 田中陽造     | 鈴木清順   |
| 第2話  | 7        | 1月15日           | 死を予告する女             | 小山内美江子 | 藤田敏八   |
| 第3話  | 9        | 1月22日           | 殺しのゲーム               | 若槻文三     | 長谷部安春 |
| 第4話  | 6        | 1月29日           | 仮面の墓場                 | 市川森一     | 山際永三   |
| 第5話  | 5        | 2月05日           | 死骸（しかばね）を呼ぶ女   | 山崎忠昭     | 神代辰巳   |
| 第6話  | 11       | 2月12日           | 地方紙を買う女             | 小山内美江子 | 森川時久   |
| 第7話  | 12       | 2月19日           | 夜が明けたら               | 滝沢真里     | 黒木和雄   |
| 第8話  | 8        | 2月26日           | 猫は知っていた             | 満田かずほ   | 満田かずほ |
| 第9話  | 3        | 3月05日           | 死体置場（モルグ）の殺人者 | 山浦弘靖     | 長谷部安春 |
| 第10話 | 13       | 3月12日           | サラリーマンの勲章         | 上原正三     | 満田かずほ |
| 第11話 | 2        | 3月19日           | 吸血鬼の絶叫               | 若槻文三     | 鈴木英夫   |
| 第12話 | 1        | 3月26日           | 墓場から呪いの手           | 若槻文三     | 満田かずほ |
| 最終話 | 4        | 4月02日           | 蜘蛛の女                   | 滝沢真里     | 井田探     |

## 原作
| 話数   | サブタイトル               | 原作                                                              |
| ------ | -------------------------- | ----------------------------------------------------------------- |
| 第1話  | 木乃伊（みいら）の恋       | 円地文子『二世の縁 拾遺』                                         |
| 第2話  | 死を予告する女             |                                                                   |
| 第3話  | 殺しのゲーム               | 西村京太郎『殺しのゲーム』                                        |
| 第4話  | 仮面の墓場                 |                                                                   |
| 第5話  | 死骸（しかばね）を呼ぶ女   |                                                                   |
| 第6話  | 地方紙を買う女             | 松本清張『地方紙を買う女』                                        |
| 第7話  | 夜が明けたら               | 山田風太郎「黒幕」 （連作集『夜よりほかに聴くものもなし』第六話） |
| 第8話  | 猫は知っていた             | 仁木悦子『猫は知っていた』                                        |
| 第9話  | 死体置場（モルグ）の殺人者 |                                                                   |
| 第10話 | サラリーマンの勲章         | 樹下太郎『消失計画』 （連作集『サラリーマンの勲章』より）         |
| 第11話 | 吸血鬼の絶叫               |                                                                   |
| 第12話 | 墓場から呪いの手           |                                                                   |
| 最終話 | 蜘蛛の女                   |                                                                   |

## 放送局
- フジテレビジョン（キー局）
- テレビ西日本（同時ネット）[14]

## 未映像化作品

### 台本印刷に至らなかった作品
朱色の子守唄
脚本 - 上原正三
犬神憑きと水俣病を題材にした作品。鈴木清順監督作品用に執筆されたが、鈴木は自分には合わないとして直接上原宅へ原稿を返却に訪れ、第1稿の段階で制作は断念された。作者の手書き原稿のみが現存する。2009年、上原正三シナリオ選集のDVD特典として収録された。
月下美人屋敷狂い
脚本 - 上原正三
人肉を肥料に育った月下美人の樹液で永遠の若さを保とうともくろむ、女の妄執を描く物語。このシナリオを元に真船禎監督と打ち合わせが行われ、「おそろしき手鞠唄」が執筆されるが、内容はまったくの別物である。手書き原稿の青コピーのみが現存する。2009年、上原正三シナリオ選集に収録された。
タイトル不明
脚本 - 山崎忠昭
ブードゥー教の呪いを題材とした作品。長谷部安春が監督予定であった。
タイトル不明
脚本 - 山崎忠昭
猿の脳味噌を食べた美食家が、猿の霊に祟られる物語。大和屋竺が監督予定であった。

### 印刷台本が存在する作品
幽霊船の女（準備稿）
脚本 - 千束北男　予定監督 - 満田かずほ
シナリオナンバーは2。ヨットで航行中に遭難した青年が、中世の八幡船とそこに住む美女（正体は巨大蜘蛛）に遭遇する。1978年には本作を原案として、『日曜恐怖シリーズ』の一篇「怪しの海」として映像化された。監督は中川信夫。2007年、新たに書き下ろされた脚本を基にオーディオドラマ化され、DVD第4巻に特典として収録された。
埋葬された女（準備稿）
脚本 - 若槻文三　予定監督 - 鈴木英夫
シナリオナンバーは2。若い男女の吸血鬼（生前は恋人同士だった）が登場する。偶然、女吸血鬼と写真に映りこんでしまった平凡な夫婦が、執拗に付け狙われる恐怖を描く。吸血鬼という題材のみを踏襲し、同じ脚本家・監督による「吸血鬼の絶叫」が制作された。
人形が死ぬとき（準備稿）
脚本 - 広山明志
シナリオナンバーは6。『怪奇大作戦』の第7話「青い血の女」を想起させる殺人人形もの。一家三人を轢き殺して逃げ去った男女4人が、犠牲者の少女が持っていた人形にじわじわと復讐されていく展開は、「死体置場の殺人者」に類似している。
人肉を喰う女（準備稿）→ おそろしき手鞠唄（決定稿）　
脚本 - 上原正三　予定監督 - 真船禎　
シナリオナンバーは9。娘を殺された母親の復讐を描く。あまりにも陰惨な物語や「人肉を食う」という描写のため、撮影されなかった。1985年、宇宙船文庫「24年目の復讐〜上原正三シナリオ傑作集」に収録された後、切通理作の著書『怪獣使いと少年』の中でその内容について断片的に触れられている。

## 関連商品
- CD
  - 恐怖劇場アンバランス ミュージックファイル（1996年、バップ / ミュージックファイルシリーズ）
  - 恐怖劇場アンバランス オリジナルBGM集（2006年、ウルトラ・ヴァイヴ）

いずれも本作のために作られた楽曲のうち、音源の現存が確認されているものを全曲収録している。
- 映像ソフト
  - VHS - 傑作選全3巻。第1巻に第1話を、第2巻に第4話と第12話を、第3巻に第8話と第13話を収録。予告編と青島幸男の解説映像は未収録。
  - LD - 全13話を収録したBOX仕様。
  - DVD - デジタルウルトラシリーズ全6巻。各巻2話収録（最終巻のみ3話収録）。各巻に映像特典を収録したほか、第2巻を除く全巻の初回生産分に当時の資料の一部（企画書、一部エピソードの脚本）を縮刷して封入。
  - Blu-ray - 全13話を収録したBOX仕様。「恐怖劇場アンバランス Blu-ray BOX」、東映株式会社・東映ビデオ株式会社、2016年3月9日。新たな映像特典が収録された一方で、DVDに収録された特典はすべて未収録となっている。

## 関連作品
- ミステリーゾーン（トワイライトゾーン The Twilight Zone）
  - 案内役の登場、一話毎のアンソロジー形式など、このジャンルの原点の作品。
- 怪奇ロマン劇場
  - 本作と同時期に製作されたオムニバスドラマ。
- ジキルとハイド (テレビドラマ)
  - 本作と同様の経緯により、放送延期された末、深夜枠において放送された作品。
- 日曜恐怖シリーズ
  - 第4回の「怪しの海」（監督中川信夫）は、未映像化作品の「幽霊船の女」が原案となっている。
- 土曜ワイド劇場
  - 円谷プロが参加していた時期があり、「墓場から呪いの手」がタイトルと細部の設定を変更、「白い手、美しい手、呪いの手」としてリメイクされた。また、「蜘蛛の女」のコンセプトを流用した「怪奇! 巨大蜘蛛の館」も制作されている。
- 奇妙な出来事、世にも奇妙な物語
- 円谷怪奇劇場